# Zawada (Biskupiec (Powiat Olsztyński))
Zawada (deutsch Sawadden) ist ein Ort in der polnischen Woiwodschaft Ermland-Masuren. Er gehört zur Gmina Biskupiec (Stadt- und Landgemeinde Bischofsburg) im Powiat Olsztyński (Kreis Allenstein). 

## Geographische Lage
Zawada liegt in der nördlichen  Mitte der Woiwodschaft Ermland-Masuren, 18 Kilometer südwestlich der früheren Kreisstadt Rößel (polnisch Reszel) bzw. 40 Kilometer nordöstlich der heutigen Kreismetropole und auch Woiwodschaftshauptstadt Olsztyn (deutsch Allenstein).

## Geschichte
Bei dem vor 1820 Zawada und vor 1871 Sawadda genannten kleinen Ort handelte  es sich um eine Försterei. Im Jahre 1820 wurde der Ort als „königlicher Holzschlag“ mit zwei Feuerstellen und sieben Einwohnern erwähnt.
In den Jahren 1885 und 1905 mit drei bzw. sieben Einwohnern war das Forsthaus Sawadden in die Oberförsterei Sadlowo (polnisch Sadłowo) im gleichnamigen Amtsbezirk im  ostpreußischen Kreis Rößel integriert.
Am 15. November 1928 wurde der Schutzbezirk Sawadden samt Forstdienstgehöft aus dem Amtsbezirk Sadlowo aus- und in die Landgemeinde Bredinken (polnisch Bredynki) im gleichnamigen Amtsbezirk eingegliedert.
In Kriegsfolge kam 1945 das gesamte südliche Ostpreußen zu Polen. Sawadden erhielt die polnische Namensform „Zawada“ und ist heute część wsi Stanclewo (= „Teil des Dorfs Stanclewo“ (Stanislewo, 1931 bis 1945 Sternsee)) innerhalb der Stadt- und Landgemeinde Biskupiec (Bischofsburg) im Powiat Olsztyński (Kreis Allenstein), von 1975 bis 1998 der Woiwodschaft Olsztyn, seither der Woiwodschaft Ermland-Masuren zugehörig.

## Kirche
Bis 1945 war Sawadden in die evangelische Kirche Bischofsburg (polnisch Biskupiec) in der Kirchenprovinz Ostpreußen der Kirche der Altpreußischen Union, außerdem in die römisch-katholische Kirche Stanislewo (1931 bis 1945 Sternsee, polnisch Stanclewo) im damaligen Bistum Ermland eingepfarrt.
Heute gehört Zawada katholischerseits weiterhin zur Pfarrei Stanclewo, jetzt allerdings im Erzbistum Ermland gelegen. Evangelischerseits gehört der kleine Ort zur Kapellengemeinde Biskupiec (Bischofsburg), einer Filialgemeinde der Kirche Sorkwity (Sorquitten) in der Diözese Masuren der Evangelisch-Augsburgischen Kirche in Polen.

## Verkehr
Zawada liegt abseits vom Verkehrsgeschehen und ist über einen Landweg von Stanclewo aus direkt zu erreichen. Eine Bahnanbindung besteht nicht.